# 茲巴拉日
茲巴拉日（羅馬化：Zbarazh）是乌克兰西部捷爾諾波爾州捷爾諾波爾區兹巴拉日市镇内的城市及该市镇的行政中心，2020年7月18日前为茲巴拉日區的行政中心。該市始建於1211年，面積7平方公里，海拔高度328米，2022年人口数量为13,346人。

## 图集

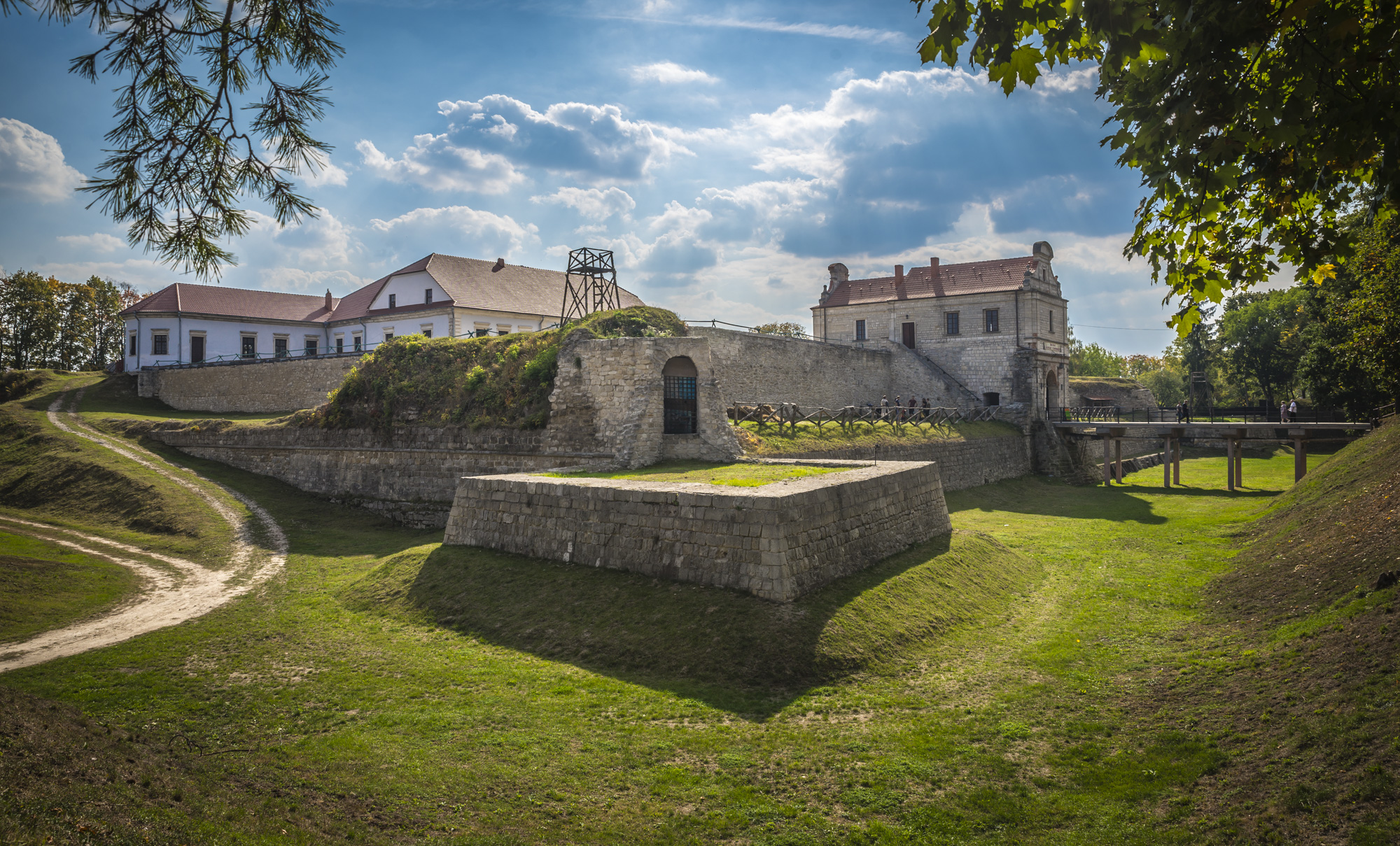
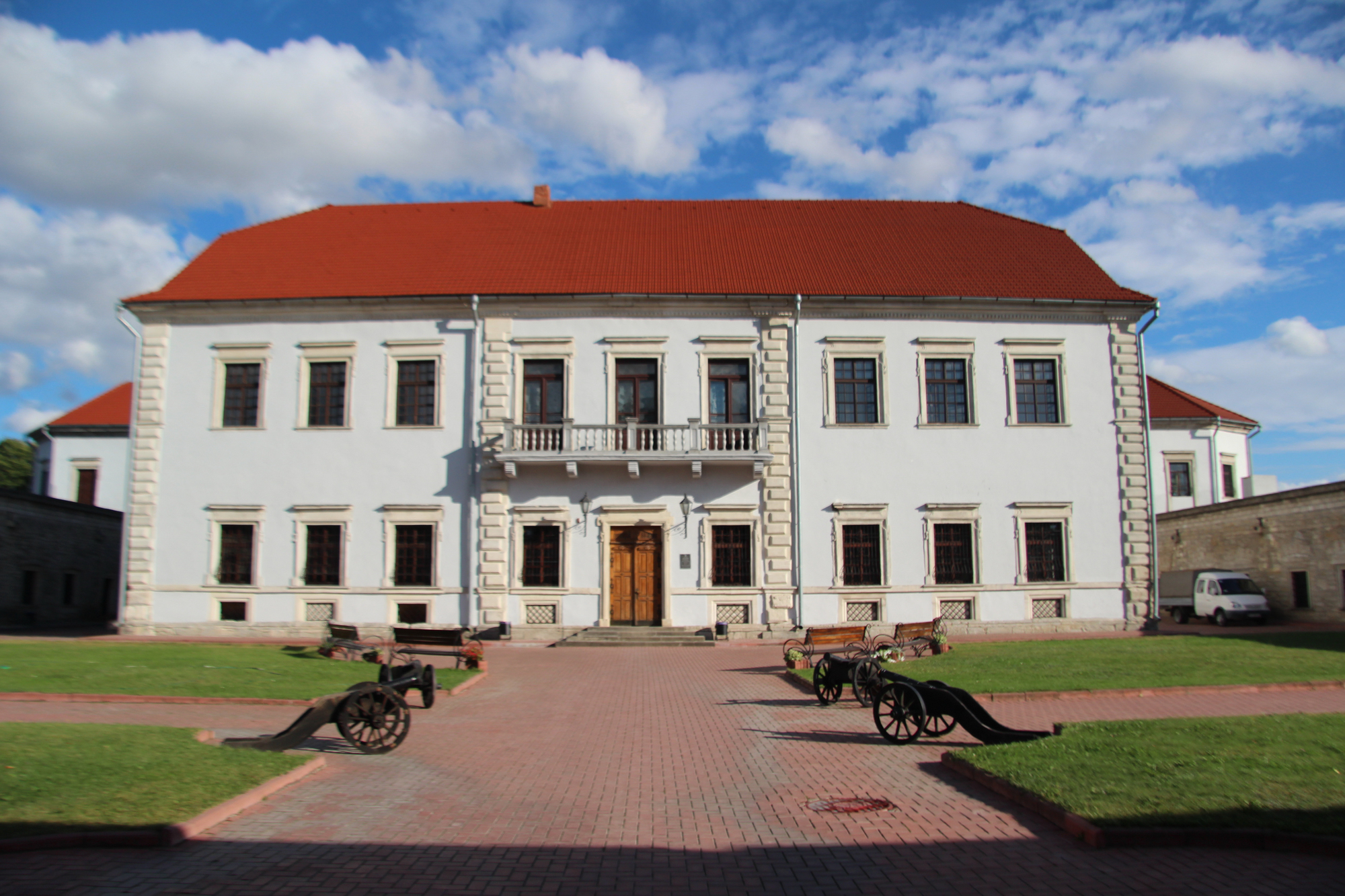
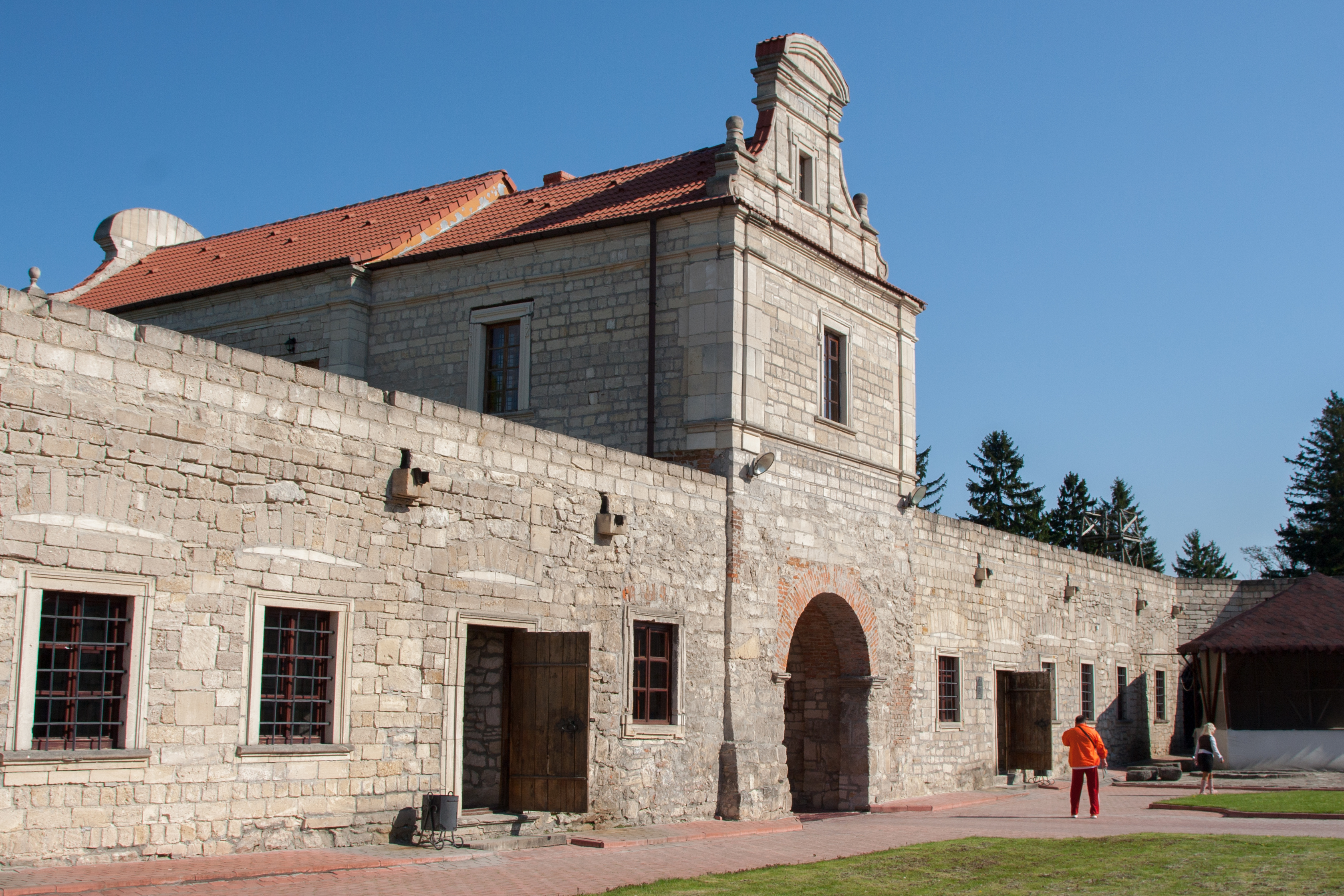
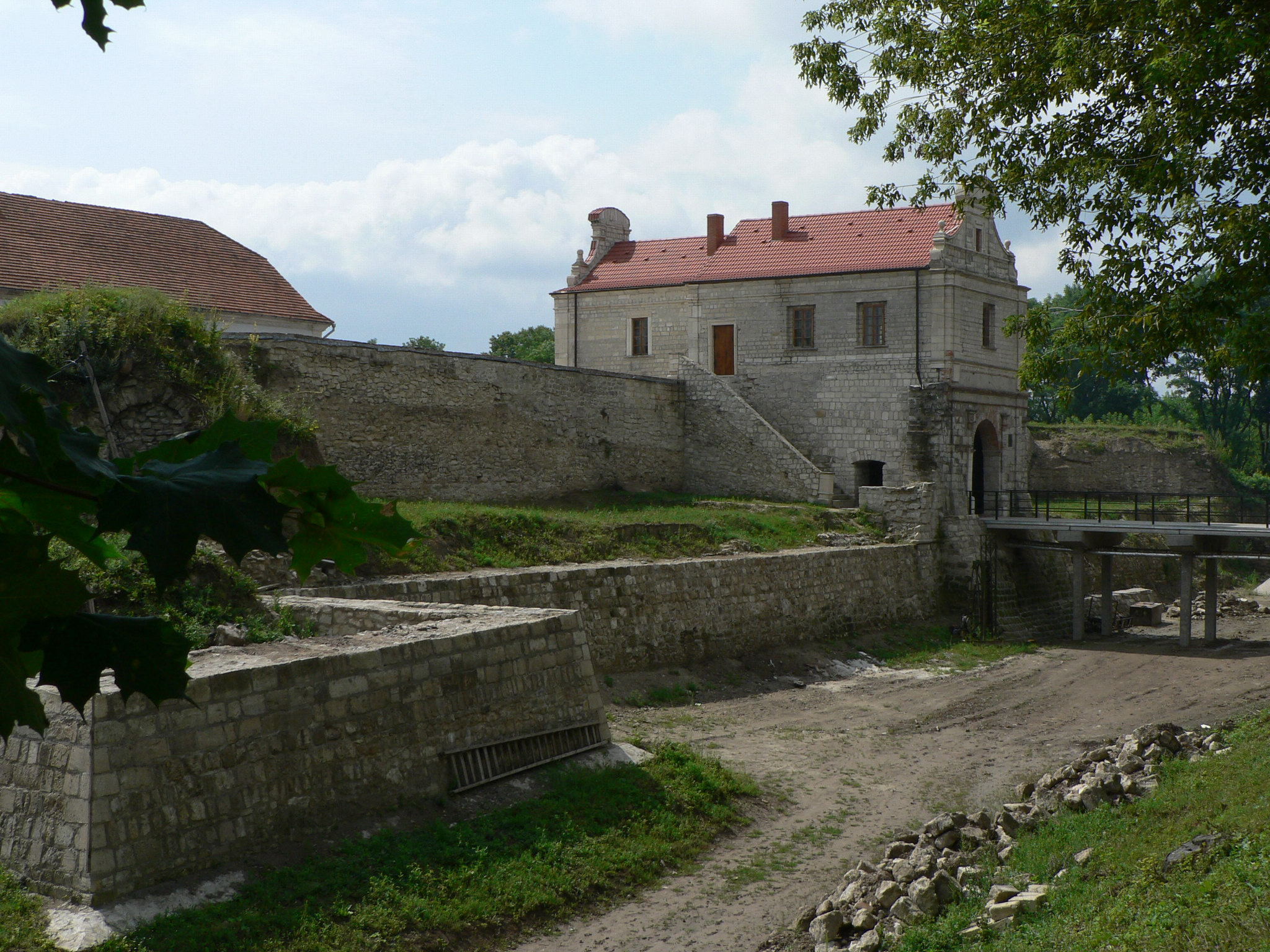
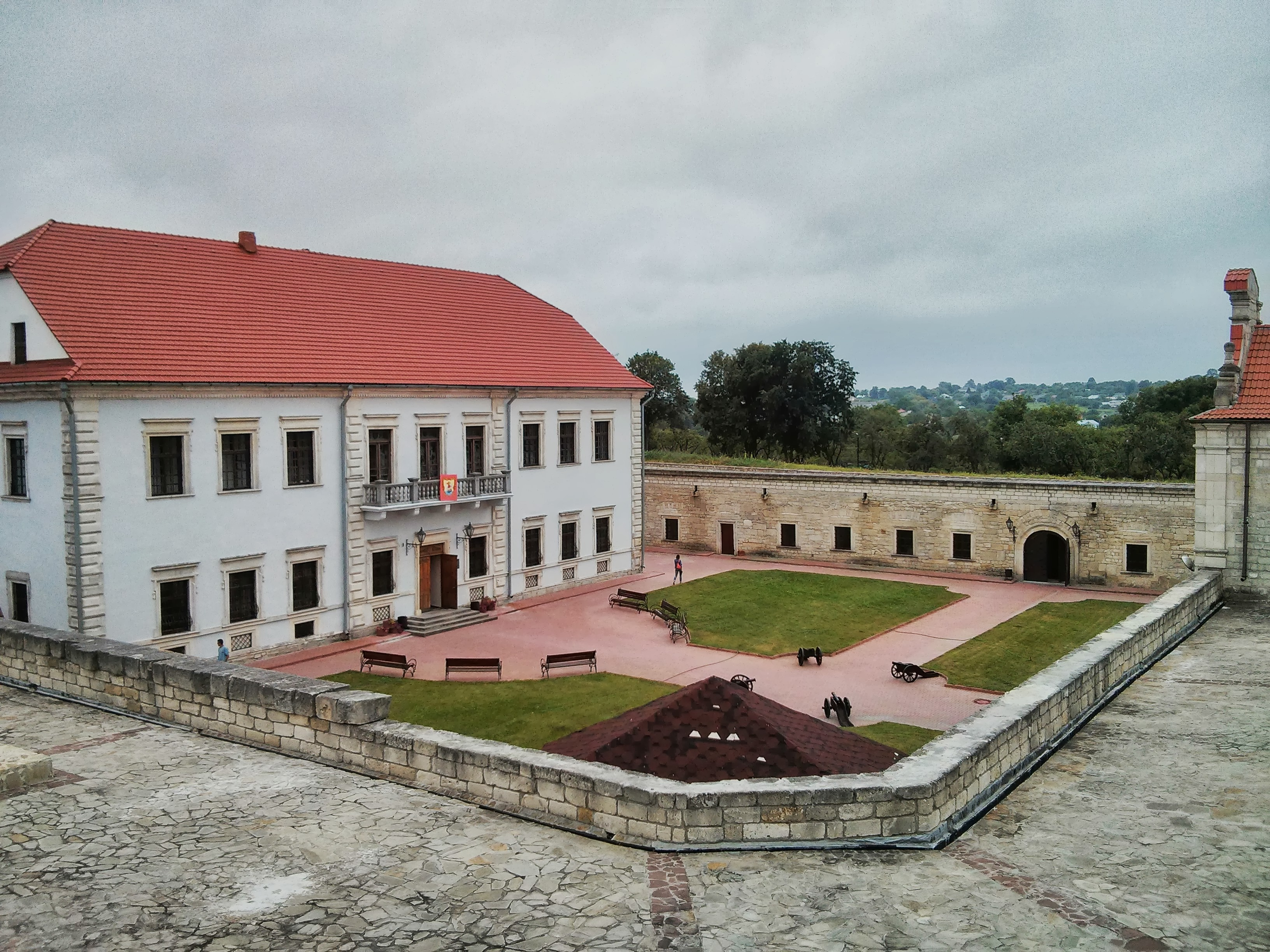
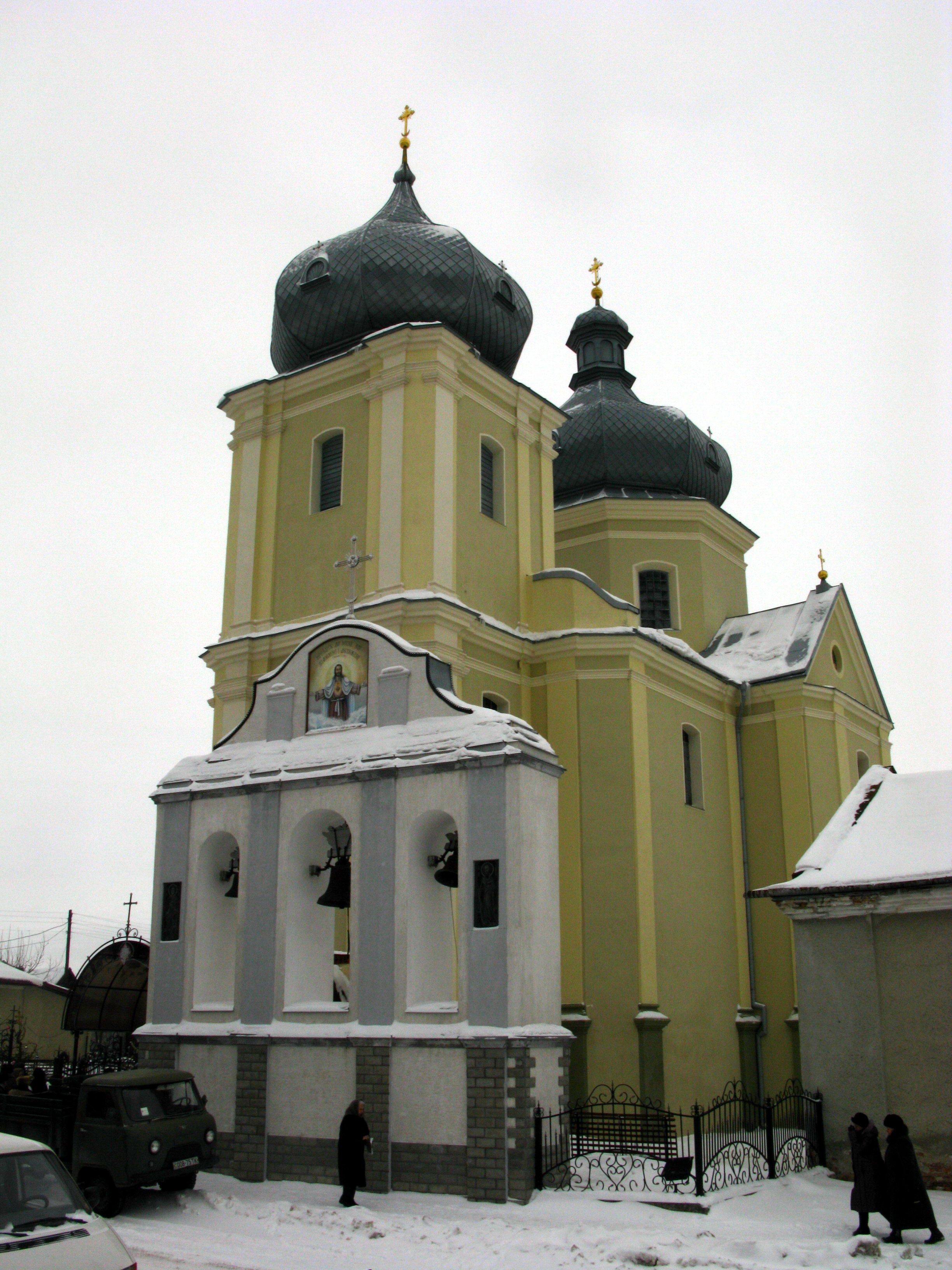
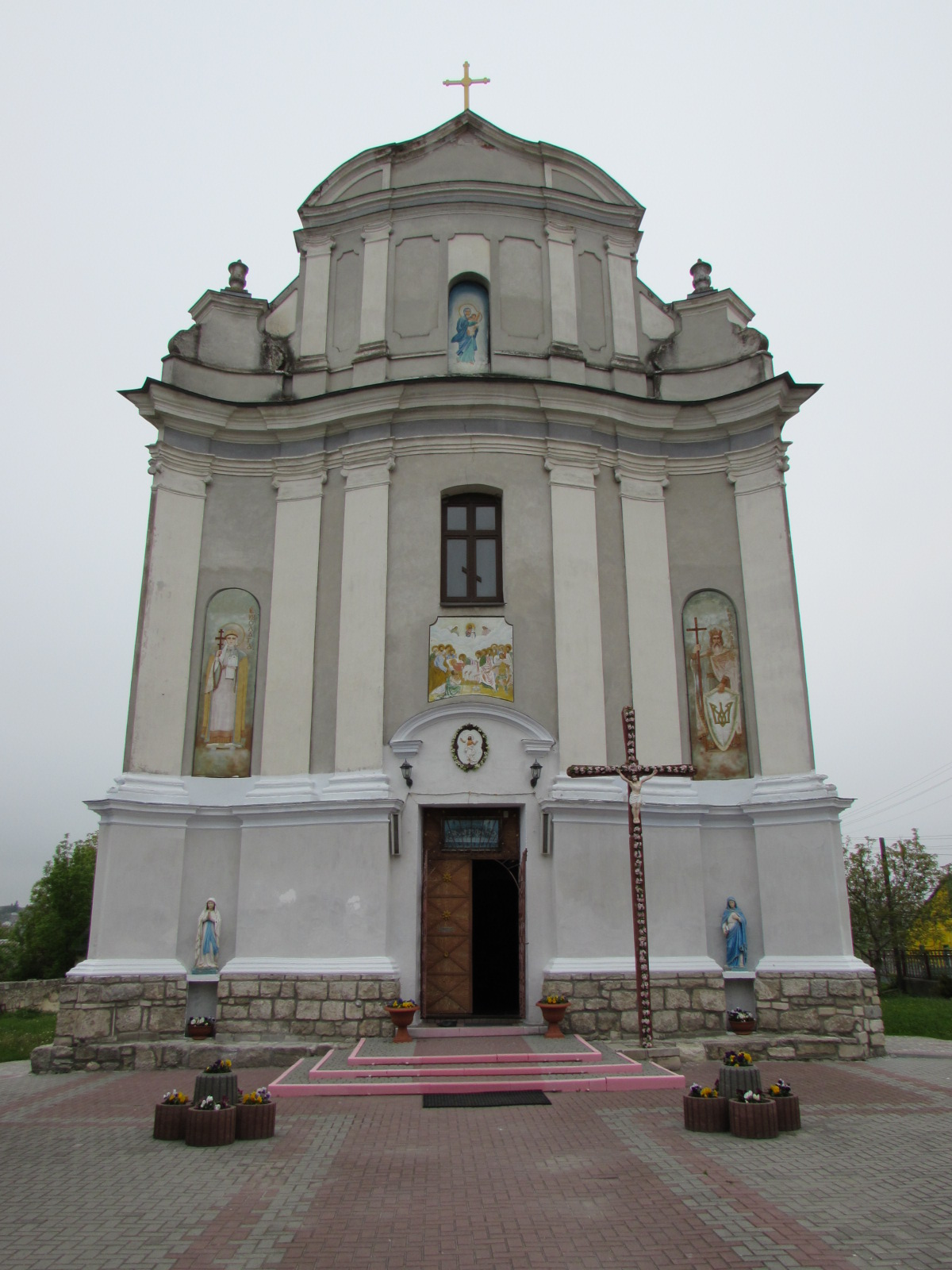
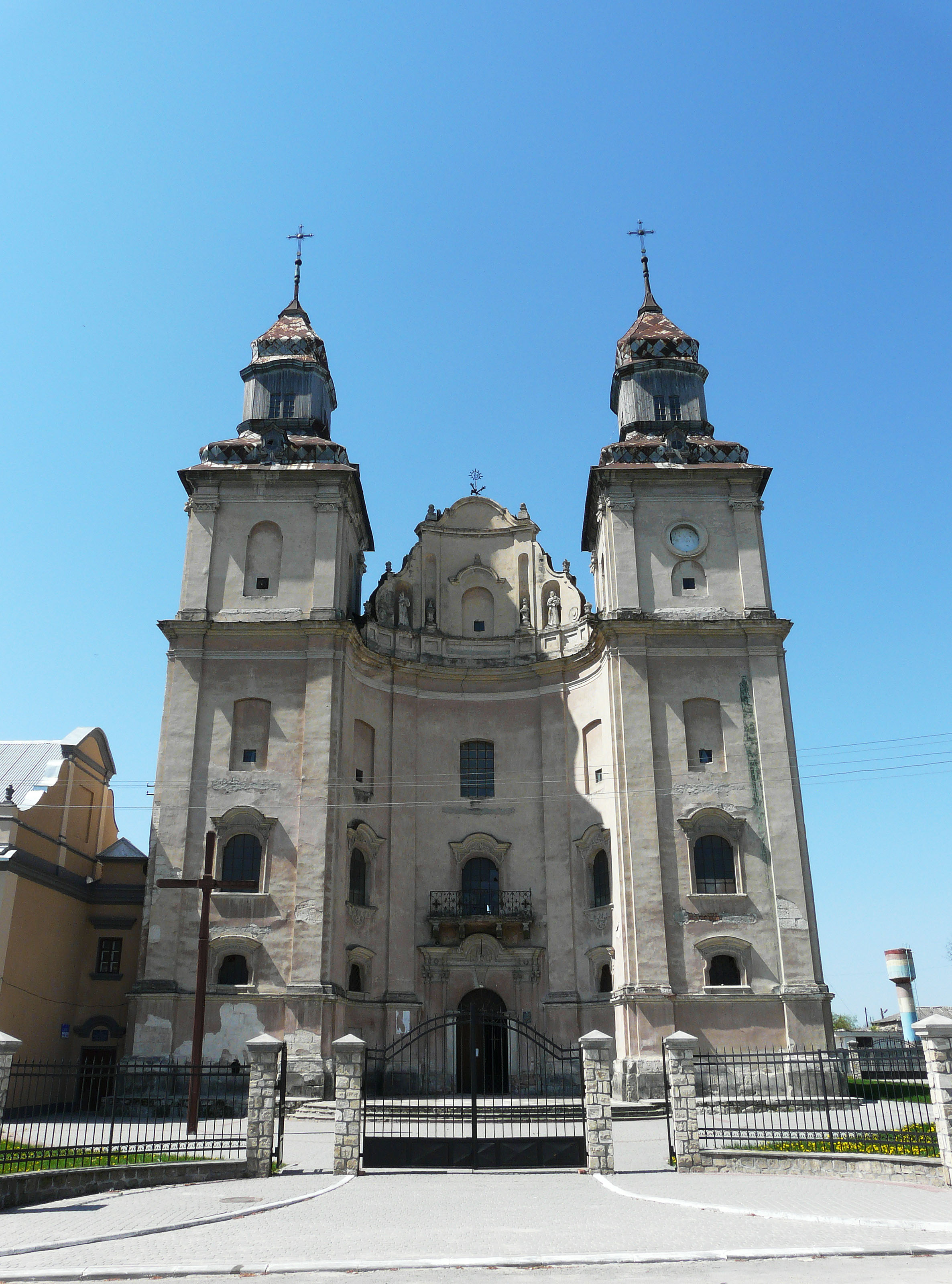
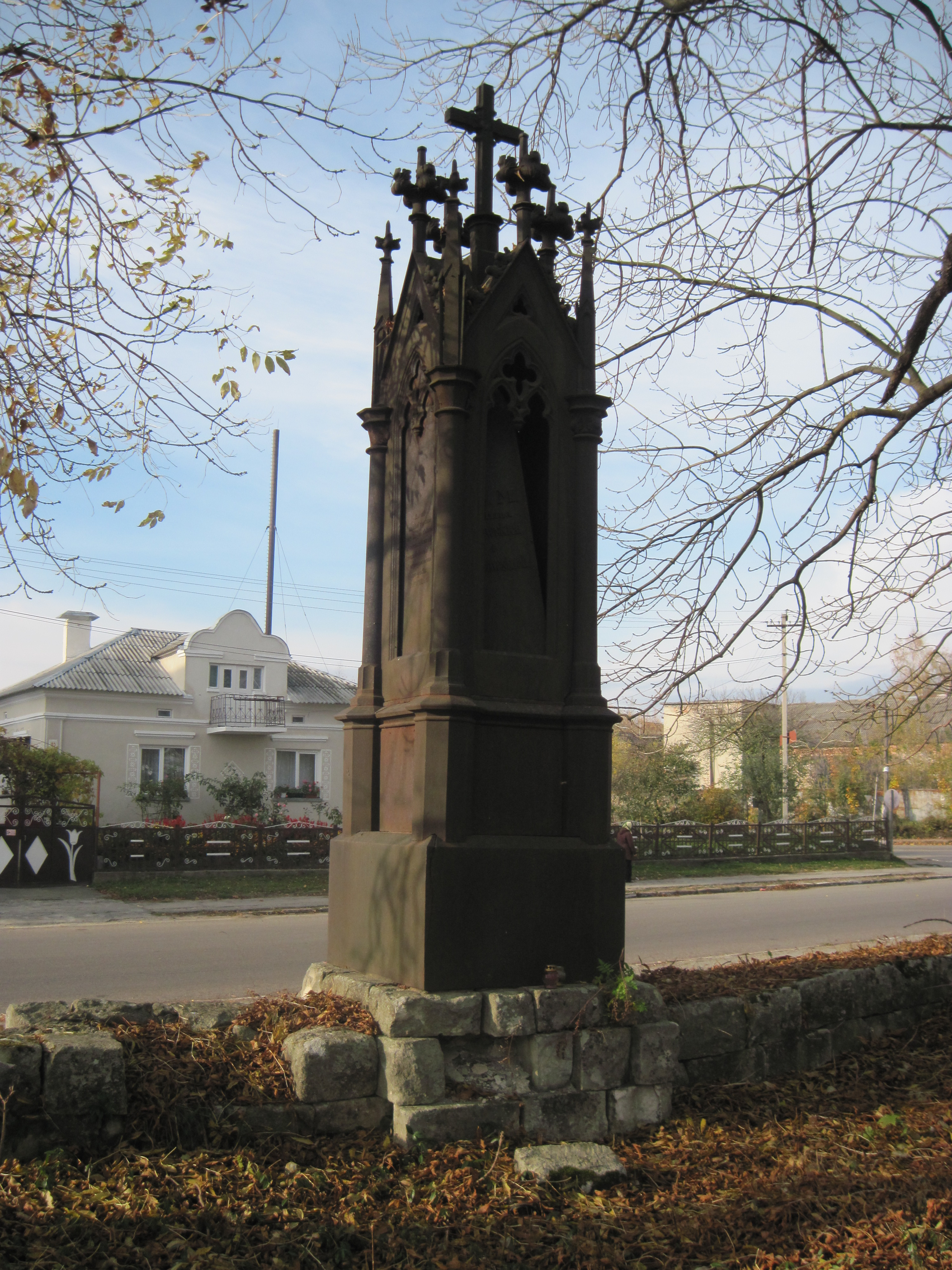

## 著名景点
- 茲巴拉日城堡